# Dżihad
Dżihad (z języka arabskiego جهاد, ğihād – zmaganie, wysiłek, tworzenie prawa) – w kulturze islamu pojęcie pierwotnie oznaczające dokładanie starań i ponoszenie trudów w celu wzmocnienia wiary, by trafić do lepszego miejsca. W tradycji europejskiej termin ten często, choć nie do końca precyzyjnie, tłumaczy się jako „święta wojna”. 
Źródłowo pojęcie to istniało na długo przed pojawieniem się islamu, na terenach zamieszkałych przez Beduinów. Oznaczało ono głównie opiekę nad rodem, troskę o rodzinę, walkę o przeżycie. Wraz z pojawieniem się religii islamskiej zostało ono przetransponowane na grunt religijny. Dżihad jest obowiązkiem muzułmanów.

## Wielki i Mniejszy dżihad
Po transpozycji pierwsze odniesienie dżihadu było do duchowości i mistyki. Oznacza on wszelki rodzaj wysiłku zmierzający ku Bogu. Była to walka z pokusami, z samym sobą – niejako wojna osobista. Jest to pierwszy kontekst tzw. Wielkiego Dżihadu. Na Wielki Dżihad składają się także pomniejsze elementy takie jak dbanie o rodzinę, a także o ogół wiary.
Przejście z Wielkiego – a także uważanego za podstawowy – Dżihadu do Mniejszego ma związek zarówno z rozwojem mistyki jak i kontekstem historycznym. Co do duchowości oznaczało to po prostu objęcie troską całą wspólnotę wiernych. W kontekście historycznym rozwój Dżihadu Mniejszego przypada na okres walk o terytoria. Podobnie jak w przypadku Wielkiego Dżihadu tak i tu mamy dwa konteksty. Pierwszy oznacza walkę z najeźdźcą – sytuację w której wspólnota jest atakowana i ma obowiązek bronić swej wiary. W drugim oznacza poszerzenie zbrojne wiary o inne Państwa i nawracanie siłą niewiernych.
Mówiąc więc o Dżihadzie należy wziąć pod uwagę to co jest źródłem religijnym – ortodoksję, jej odróżnienie od fundamentalizmu jak i kontekst historyczny.
Istnieje co prawda pewna wątpliwość co do historycznego rozróżnienia i hadisów wątpliwej autentyczności, zachowanych w źródłach z przełomu X i IX wieku. Hadisy te zwykle uznawane są za słabe (da'if) a ich autentyczność za wątpliwą, w związku z czym i sam podział dżihadu na wielki i mały budzi wątpliwości. Niemniej jednak wśród społeczności duchownych i uczonych islamskich – nawet tych, wykształconych na zachodzie – rozróżnienie to jest przestrzegane.

## Dżihad a kital
Termin dżihad często jest zawężany do walki zbrojnej kital. W rzeczywistości kital, w tym walka zbrojna przeciwko „niewiernym” oraz heretykom i hipokrytom jest jednym z kilku rodzajów dżihadu. Zbrojny dżihad może mieć charakter zarówno obronny (dżihad al-daf’) jak i ofensywny (dżihad talab), kiedy to muzułmanie są stroną atakującą, co jest jednak zabronione przez Koran: Zwalczajcie na drodze Boga tych, którzy was zwalczają, lecz nie bądźcie najeźdźcami. Zaprawdę; Bóg nie miłuje najeźdźców! (Koran, 2:190). Zgodnie z tradycją udział w dżihadzie jest jednym z najbardziej chwalebnych uczynków, jakich może dokonać muzułmanin a wierny, który zginie w jego trakcie jest uważany za męczennika i udaje się po śmierci do krainy szczęśliwości zwanej dżannah.
Do zbrojnego dżihadu może wezwać (a nie „ogłosić” go) przywódca społeczności muzułmańskiej (według niektórych interpretacji tylko kalif). Dżihad prowadzony jest wysiłkiem całej wspólnoty, nie jest to bowiem obowiązek indywidualny, lecz zbiorowy, a biorą w nim udział tylko ci, którzy są w stanie to uczynić i w sposób dla nich właściwy.
Koncepcja dżihadu nie była skodyfikowana za czasów proroka Mahometa, lecz formowała się później, stąd różne jej interpretacje. Niektóre skrajne odłamy islamu (charydżyzm czy wahhabizm) uznawały dżihad za szósty filar wiary, rozumiejąc go przy tym jako obowiązek walki zbrojnej z niewiernymi.
Nie ulega jednak wątpliwości, że w czasach Mahometa i bezpośrednio po jego śmierci rozumiano dżihad przede wszystkim jako walkę zbrojną i to właśnie prowadząc wojnę Mahomet zjednoczył Arabów wokół siebie, a po jego śmierci zaatakowali oni Cesarstwo Bizantyńskie i Persję, w ciągu nieco ponad stu lat podbijając całą Afrykę Północną, Półwysep Iberyjski, Bliski Wschód i znaczną część Azji Środkowej.

## W kulturze popularnej
- W Uniwersum Diuny stworzonym przez amerykańskiego pisarza Franka Herberta dżihad jest definiowany jako „fanatyczna krucjata religijna”, w szczególności przeciwko sztucznej inteligencji i innym maszynom.
- W Norwegii istnieje zespół rockowy Jihaad.
- Piosenka Jihad amerykańskiego zespołu Slayer traktuje nie tylko o problemie zbrojnego dżihadu (właściwie kitalu), lecz o ogólnie pojętym fanatyzmie religijnym. Może się zatem odnosić do każdej religii.
- A Jihad for Love to tytuł filmu dokumentalnego z 2007 r. traktującego o homoseksualizmie w krajach islamskich.